# Josef Věntus
Josef Věntus (* 17. Februar 1931 in Kylešovice, Moravskoslezský kraj; † Dezember 2001) war ein tschechoslowakischer Ruderer, der zwei olympische Medaillen gewann. 

## Sportliche Karriere
Bei den Ruder-Europameisterschaften 1956 siegte der tschechoslowakische Achter vor den Booten aus Frankreich und Ungarn. Einige Monate später bei den Olympischen Spielen in Melbourne schieden die Tschechoslowaken im Halbfinale hinter Kanada und Schweden aus, die Schweden erreichten als einziger europäischer Achter das Finale und wurden Vierte. Bei den Ruder-Europameisterschaften 1957 gewann der italienische Achter vor dem sowjetischen Boot, die Tschechoslowaken erhielten die Bronzemedaille. 
Der deutsche Achter gewann bei den Olympischen Spielen 1960 in Rom, hinter den Kanadiern gewann der tschechoslowakische Achter in der Besetzung Bohumil Janoušek, Jan Švéda, Jiří Lundák, Václav Pavkovič, Jan Jindra, Luděk Pojezný, Josef Věntus, Stanislav Lusk und Steuermann Miroslav Koníček die Bronzemedaille. Ebenfalls die Bronzemedaille gewann der tschechoslowakische Achter bei den Ruder-Europameisterschaften 1963 hinter den Booten aus Deutschland und der Sowjetunion. Bei den Olympischen Spielen 1964 in Tokio gewann der tschechoslowakische Achter mit Petr Čermák, Jiří Lundák, Jan Mrvík, Július Toček, Josef Věntus, Luděk Pojezný, Bohumil Janoušek, Richard Nový und Steuermann Miroslav Koníček die Bronzemedaille hinter dem US-Achter und dem Deutschland-Achter.